# Курасан
Курасан — река в России, протекает в Челябинской области. Длина реки — 79 км, площадь водосборного бассейна — 1350 км².
Начинается при слиянии рек Мокрый Курасан, Погорелка и Сухой Курасан у подножия Самаринских гор между посёлками Сурменевским и Горбуновским. Устье реки находится в 324 км по правому берегу реки Уя, около Степного.

## Гидрологический режим
Весеннее половодье в основном приходится на апрель и имеет среднюю продолжительность 27 дней. На него приходится 70 % годового стока, расход воды превосходит 8 м³/с и может достигать 180 м³/с. Летне-осенняя межень низкая, среднемесячные расходы воды составляют 0,3—0,5 м³/с. Начало ледостава приходится на октябрь, заканчивается он в начале декабря. Река покрыта льдом в среднем 157 дней в году.

## Населённые пункты
- Горбуновский
- Копаловский
- ОТФ свх. Петропавловской
- Сухтелинский
- Петропавловский
- Степное

## Притоки
- Сухой Курасан, устье 79 км
- Погорелка, устье 79 км
- Красный Курасан, устье 79 км
- Хлебинка
- Медведевский
- Мокрый Курасан, устье 42 км
- Этовный
- Линевка

## Данные водного реестра
По данным государственного водного реестра России относится к Иртышскому бассейновому округу, водохозяйственный участок реки — Тобол от истока до впадения реки Уй, без реки Увелька, речной подбассейн реки — Тобол. Речной бассейн реки — Иртыш.